# Desiro
Desiro, litreret MQ hos DSB og DM hos Nordjyske Jernbaner, er betegnelsen for et togsæt produceret af Siemens.
Desiro findes både som diesel- og som eltogsæt, men i Danmark kører kun dieseludgaven.
Sammenkoblingen af de enkelte togsæt sker med automatisk Scharfenbergkobling.

## Desiro i Danmark

### DSB
I Danmark har DSB lejet 12 Desiro-togsæt siden 2002. DSB havde gode erfaringer med Desiro, da de havde lejet 3 togsæt i 2000 og besluttede derfor at leje 12 nye togsæt i 2002. De tre første togsæt leveredes tilbage.
Togene benyttes primært mellem Odense og Svendborg. Den 2. juli 2009 underskrev DSB en kontrakt på otte togsæt fra Siemens til Grenaabanen, der blev leveret ultimo 2010. Disse overgik til Svendborgbanen i 2016, da Grenaabanen blev overtaget af Aarhus Letbane. Lille Syd overtog i den forbindelse de gamle Desiro Togsæt der tidligere kørte på Svendborgbanen.

### Nordjyske Jernbaner
Nordjyske Jernbaner råder over 8 Desiro-togsæt, som selskabet siden 2004 har benyttet på Skagensbanen og Hirtshalsbanen.